# Hugo Arbosa
Hugo Arbosa Roldán (Vitoria, 9 de marzo de 2003) es un baloncestista español que juega como alero para el CB Clavijo de la Liga LEB Oro. Mide 2,06 metros.

## Trayectoria deportiva
Nacido en Vitoria es un jugador formado en las categorías inferiores de Araberri Basket Club.
El 10 de septiembre de 2021, firma con el CB Clavijo, donde compaginaría con su carrera universitaria en la ciudad de Logroño.
En la temporada 2021-22, con apenas 18 años debutó con el CB Clavijo de la Liga LEB Plata.
El 18 de julio de 2022, es renovado como jugador del CB Clavijo de la Liga LEB Plata.
El 3 de febrero de 2023, vuelve a renovar su contrato con el conjunto logronés por dos temporadas más una opcional.
En la temporada 2023-24, formaría parte de la plantilla del CB Clavijo en la Liga LEB Oro.